# Dichaetomyia nigripes
Dichaetomyia nigripes är en tvåvingeart som beskrevs av Malloch 1929. Dichaetomyia nigripes ingår i släktet Dichaetomyia och familjen husflugor. Inga underarter finns listade i Catalogue of Life.